# طلب نقل المعلومات
طلب نقل المعلومات في علم الحاسوب غرضه نقل المعلومات بين البرنامج المتصفح والحاسوب الخادم. وتكتب المعلومات بلغة مثل إكس إم إل وتنقل بطريقة مثل إتش تي تي بي.
1. ↑  وصلة مرجع: https://api.github.com/repos/whatwg/xhr. الوصول: 24 سبتمبر 2018.
2. ↑  وصلة مرجع: https://api.github.com/repos/whatwg/xhr. الوصول: 6 مارس 2019.